# Jan Vriends (bioloog)

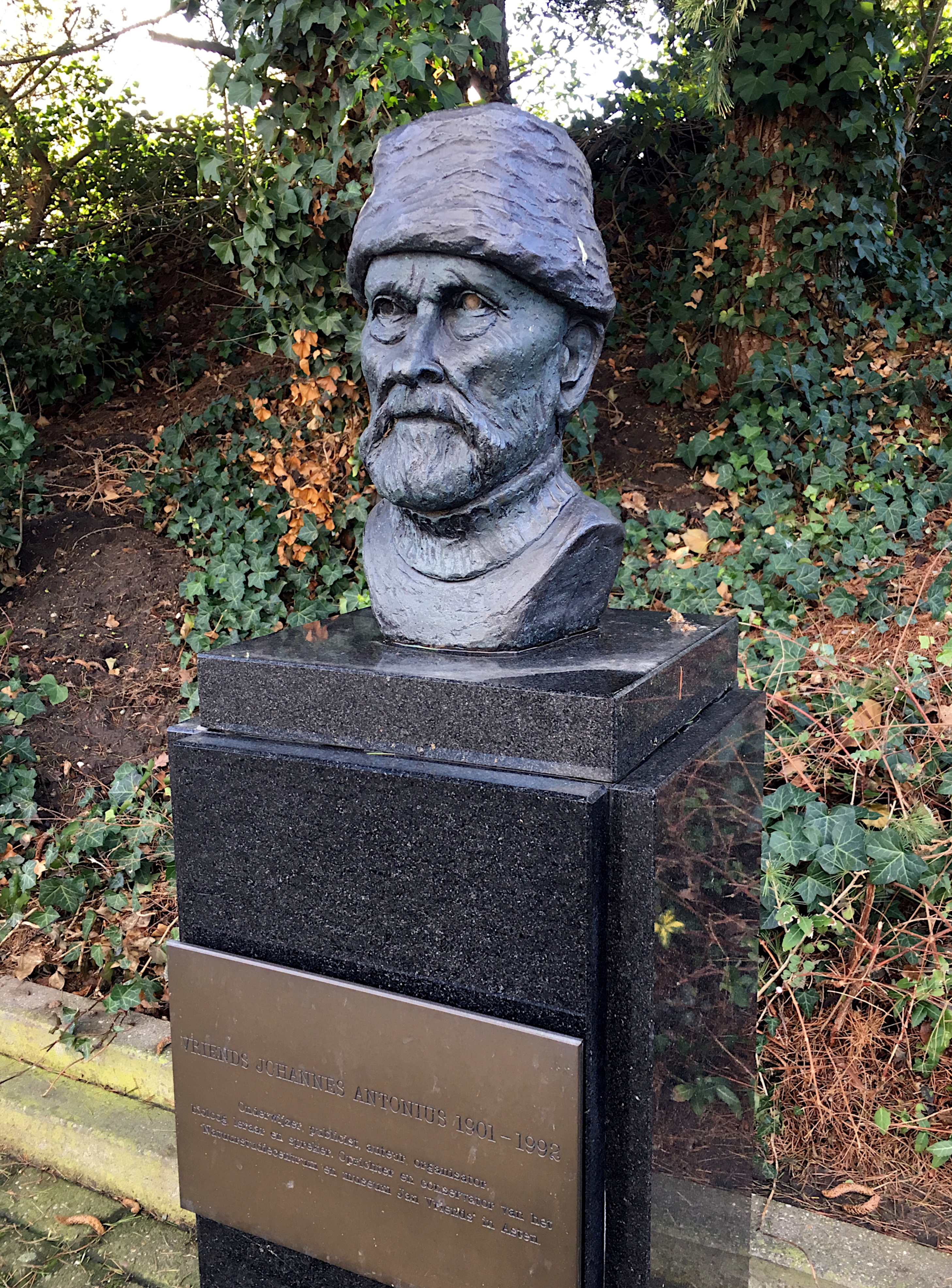
Jan Vriends van Geert Kunen in Asten

Jan Vriends (Etten-Leur, 11 november 1901 - Bakel, 8 september 1992) was bioloog, biologieleraar en de oprichter van de Stichting Natuurstudiecentrum en Museum Jan Vriends te Asten, nu Museum Klok & Peel.
Jan Vriends studeerde voor onderwijzer op het internaat van de broeders te Maastricht. Na het behalen van zijn diploma in 1919 gaf hij drie jaar lang les op een lagere school in Den Haag. Hier leerde hij de natuur van de duinen kennen. In 1924 verhuisde hij naar Helmond.
Vervolgens ging hij in 1934 in Bakel wonen, na zijn huwelijk met Cor Sanders. Hun huis brandde af in 1936 maar werd herbouwd. Het kreeg de naam: 'De Ooievaar'. Hij studeerde vervolgens Nederlands en biologie, schreef boeken over de natuur, en publiceerde in tijdschriften en kranten, zoals De Maasbode. Jan Vriends was bevriend met Hendrik Wiegersma, die dokter was en kunstschilder.
Tijdens de oorlog werd hem een schrijfverbod opgelegd door de nazi's. Hij hielp onderduikers en neergekomen Engelse piloten. Na de bevrijding in 1944 werd zijn huis hoofdkwartier voor Engelse soldaten die hij hielp als tolk en door zijn kennis van de omgeving. Zijn organisatietalente benutte hij ook voor het organiseren van folkloristische bijeenkomsten en spelen.
In 1947 werd Jan Vriends biologieleraar aan het Carolus Borromeus College te Helmond, later in Eindhoven, Helmond en Tilburg. Een van zijn leerlingen was Dries van Agt. Jan Vriends trad op voor radio en televisie om de bevolking liefde voor de natuur bij te brengen, en na zijn pensionering in 1968 bereidde hij de oprichting van een museum voor, dat in 1975 geopend werd. In 1979 trok hij zich vanwege ouderdom hieruit terug. Het huidige Klok & Peel Museum Asten te Asten is zijn belangrijkste nalatenschap.